# Кромины
Кромины — русский дворянский род, восходящий к середине XVII века и внесённый в VI часть родословной книги Нижегородской губернии (Гербовник, I, 78). Были также ещё 2 рода Кроминых более позднего происхождения.

## Известные представители
- Кромин, Матвей Ильич (р. ок. 1735 — ум. не ранее 1802) — симбирский гражданский губернатор, действительный статский советник.
- Павел Евграфович Кромин (?—1855) — генерал-майор, герой войн с Наполеоном.

## Описание гербов

#### Герб Кроминых 1785 г.
В Гербовнике Анисима Титовича Князева 1785 года имеется изображение печати с гербом Николая  Фёдоровича Кромина: в серебряном поле щита изображены: вверху зелёное дерево, а ниже его две серые лодки под парусом. Щит увенчан шапкой княжеского достоинства.  Вокруг щита фигурная виньетка, в которую по сторонам вплетены зелёные ветви.

#### Герб. Часть I. № 78.
В щите, имеющем красное поле, изображены два в верхней части вместе соединенных золотых копья, а древки их косвенно к нижним бокам щита наподобие пирамиды. Под копьями видна серебряная башня о трех на её поверхности зубцах.
Щит увенчан обыкновенным дворянским шлемом, с дворянской на нём короной и тремя страусовыми перьями. Намёт на щите синий, подложен золотом.